# نیکولتا ماکیاولی
نیکولتا ماکیاولی (ایتالیایی: Nicoletta Machiavelli؛ ‏ ۱ اوت ۱۹۴۴ – ۱۵ نوامبر ۲۰۱۵) بازیگر اهل ایتالیا بود.
پدر او یک ایتالیایی از شهر فلورانس و مادرش آمریکایی بود و خودش از نوادگان فیلسوف شهیر ایتالیایی نیکولو ماکیاولی بود.
از فیلم‌ها یا برنامه‌های تلویزیونی که وی در آن نقش داشته‌است، می‌توان به حکایت‌های ناپسند، زنان سیری‌ناپذیر، آبنبات، سینه‌های یخی، فراسوی نیک و بد، مأمور پلیس، هیجان و زندگی عجیب و غریب بارون فریدریش فون در ترنک اشاره کرد.